# 霍夫錫芬河
51°14′33.43″N 7°18′11.48″E / 51.2426194°N 7.3031889°E
霍夫錫芬河（德語：Hofsiefen），是德國的河流，位於該國西部，處於北萊茵-威斯特法倫州，該河流屬於伍珀河的左支流，流經伍珀塔爾，河道全長0.3公里。